# Mad Woman
"Mad Woman" (estilizado em letras minúsculas) é uma canção gravada pela artista musical estadunidense Taylor Swift, presente em seu oitavo álbum de estúdio Folklore (2020), lançado em 24 de julho de 2020 através da Republic Records. A canção foi composta por Swift e seu produtor, Aaron Dessner. “Mad Woman” é uma balada que confronta o gaslighting e o tabu sexista em relação à raiva das mulheres. Inspirado na disputa das masters de Swift com o empresário americano Scooter Braun em 2019, "Mad Woman" incorpora a sátira e um tropo de caça às bruxas, retratando uma velha viúva desprezada por sua cidade.
Os críticos apreciaram a mensagem feminista contida da canção, que contrastaram com o humor ácido da canção "The Man" (2019) e o tom vingativo de "Look What You Made Me Do" (2017). "Mad Woman" alcançou a posição quarenta e sete na Billboard Hot 100 dos Estados Unidos e alcançou o topo das paradas na Austrália, Canadá e Cingapura. Em abril de 2023, Swift cantou "Mad Woman" pela primeira vez como uma "música surpresa" com Dessner em sua sexta turnê como atração principal, a The Eras Tour (2023—2024).

## Antecedentes e lançamento
A cantora e compositora estadunidense Taylor Swift concebeu seu oitavo álbum de estúdio, Folklore (2020), como frutos de visuais mitopoéticos em sua mente, como resultado de sua imaginação "correndo solta" enquanto se isolava durante a pandemia de COVID-19. O álbum evita a produção pop otimista dos três lançamentos anteriores de Swift e adapta estilos indie folk e alternativos, trazidos por colaborações com Aaron Dessner e Jack Antonoff. Dessner tem créditos exclusivos de produção em dez faixas, incluindo "Mad Woman". Como a maioria das faixas que Dessner produziu para Folklore, "Mad Woman" foi desenvolvida em melodias de piano "melódicas e emocionais". Swift descreveu os sons de piano e cordas de Dessner como "sinistros", o que a levou a escrever e cantar sobre a "raiva feminina" — um tema que ela pensou que complementaria a produção. Na cartilha que precedeu o lançamento do álbum, Swift provocou imagens de várias faixas, com "Mad Woman" sendo sobre "uma viúva desajustada se vingando alegremente da cidade que a expulsou".
Em uma entrevista à Entertainment Weekly em dezembro de 2020, Swift deu a entender que a canção foi inspirada nos eventos que se seguiram à sua disputa pública com o gerente de talentos Scooter Braun, que comprou as masters de seu catálogo anterior depois que ela assinou um novo contrato de gravação. Embora Swift nunca tenha mencionado explicitamente o nome de Braun, no documentário Folklore: The Long Pond Studio Sessions, do Disney+, ela falou com Dessner sobre "Mad Woman": "... eu estava pensando no elemento mais provocador de raiva de ser uma mulher. É o gaslighting. Houve casos disso recentemente com alguém que é muito culpado disso na minha vida, e é uma pessoa que tenta me fazer sentir como se fosse o agressor, tendo qualquer tipo de defesa. Sinto que não tenho o direito de responder, ou estou louco, ou estou com raiva. Como posso dizer por que isso é tão ruim?".

## Estrutura musical e conteúdo lírico

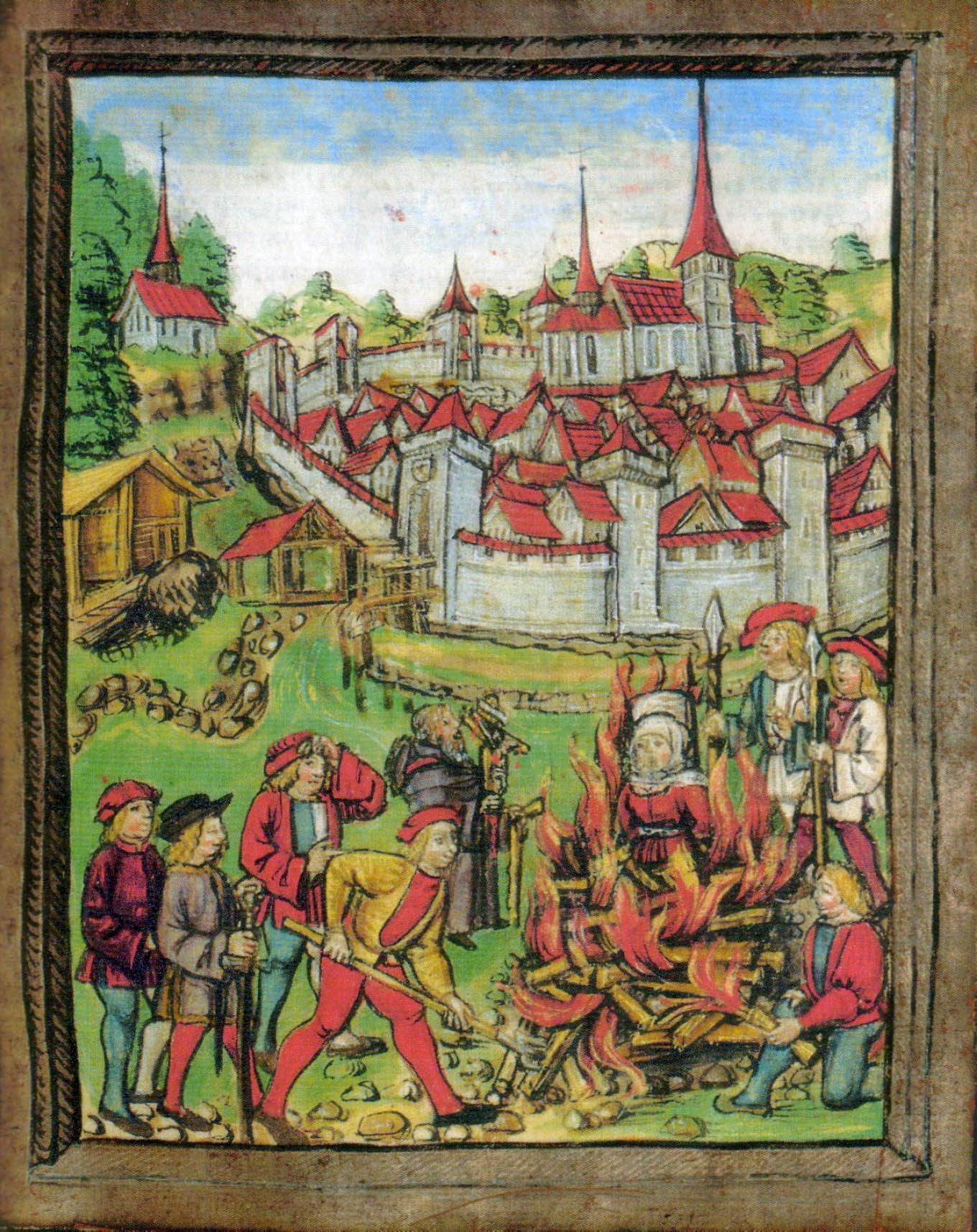
"Mad Woman" aborda o envolvimento de homens e mulheres na derrubada histórica de mulheres poderosas nas sociedades, na caça às bruxas (imagem), por exemplo.

"Mad Woman" incorpora um piano proeminente, que Hannah Mylrea, da NME, achou uma reminiscência do álbum I Am Easy to Find (2019), da banda The National. Liricamente, os críticos interpretaram a canção como uma crítica de Swift ao sexismo, lidando com o tabu social em relação à raiva feminina. Ela aborda os padrões duplos de gênero por meio de frases como: "Você cutuca aquele urso até que as garras saiam / E você encontra algo para enrolar seu laço". A letra "E as mulheres também gostam de caçar bruxas" evoca imagens de uma caça às bruxas, como aquelas descritas na faixa "I Did Something Bad", do álbum Reputation (2017). As publicações interpretaram esta parte como a resposta de Swift às reações de outras mulheres contra ela após a disputa de mestres.
A Entertainment Weekly comentou que a canção refletia a percepção social da raiva feminina: "se uma mulher está emocionada ou com raiva, ela é rotulada como 'louca'", especialmente através da letra "E não há nada como uma mulher louca / Que pena que ela foi louca / Ninguém gosta de uma mulher louca / Você a fez assim". A revista também comparou a mensagem de "Mad Woman" com a de "The Man", do álbum Lover (2019), por: "ambas as músicas abordam as formas como as mulheres são definidas, mas onde "The Man" é amplo em seu reclamações, "Mad Woman" é mais específico. Onde "The Man" é atrevido, "Mad Woman" é sombrio, cínico e raivoso.